# Norihisa Tamura
Norihisa Tamura (田村 憲久, Tamura Norihisa) est un homme politique japonais né le 15 décembre 1964 à Matsusaka dans la préfecture de Mie. 
Membre du Parti libéral-démocrate, il est ministre de la Santé, du Travail et des Affaires sociales du 26 décembre 2012 au 3 septembre 2014 et du 16 septembre 2020 au 4 octobre 2021.